# Flash (együttes)
A Flash punk rock együttes 1989-ben alakult Budapesten. Uj Péter szerint a Flash a magyar rocktörténet előzmény és ok nélküli géniusza.

## Tagjai
Alapító tagok
- Barcs Miklós – szövegíró, énekes
- Kovács Imeró – gitáros
- Márkus János – ritmusgitáros

További tagok
- Vida László – basszusgitáros
- Géresi László – gitáros
- Artner Iván – basszusgitáros
- Asztalos Zoltán – dobos
- Horváth „Páter” Gábor – gitáros
- Maurits András – basszusgitáros

## Diszkográfia
Válogatások
- Flash (válogatás a Tilos az Á-ban adott koncert felvételeiből, Bahia Kiadó/Steadycam Bt., 1996)
- Süssfelnap 2004. 12. 14. (válogatás a Süssfelnapban adott koncert felvételeiből, magánkiadás, 2005)

Kislemezek
- Képviselő funky (YouTube, 2009)
- Cenzúra (YouTube, 2013)

## Elismerések
A Matula Magazin a magyar popzene 20 legjobb produkciójának listáján a 7. helyre sorolta a Flash-t.

A Képviselő funky című számuk miatt 2005-ben az Országos Rádió és Televízió Testület 3 órára elhallgattatta a Tilos Rádiót.